# Calendrier Pax
Le calendrier Pax a été inventé par James A. Colligan, SJ en 1930, comme une réforme pérennisante du calendrier grégorien.

## Conception
| N°    | Nom                      | Jours |
| ----- | ------------------------ | ----- |
| 01    | Janvier                  | 28    |
| 02    | Février                  | 28    |
| 03    | Mars                     | 28    |
| 04    | Avril                    | 28    |
| 05    | Mai                      | 28    |
| 06    | Juin                     | 28    |
| 07    | Juillet                  | 28    |
| 08    | Août                     | 28    |
| 09    | Septembre                | 28    |
| 10    | Octobre                  | 28    |
| 11    | Novembre                 | 28    |
| 12    | Colombus                 | 28    |
| 13    | Pax (semaine bissextile) | 7     |
| 13/14 | Décembre                 | 28    |

L'année commune est divisée en 13 mois de 28 jours chacun, dont les noms sont les mêmes que dans le calendrier grégorien, sauf qu'un mois appelé Colombus se situe entre novembre et décembre. Le premier jour de chaque semaine, de chaque mois et de chaque année serait le dimanche. Ce qui ferait que chaque mois contiendrait systématiquement un vendredi 13.
Contrairement à d’autres propositions de réforme calendaire vers un calendrier pérenne, telles que le calendrier fixe international et le calendrier du Monde, il préserve la semaine de 7 jours en intercalant périodiquement sept jours supplémentaires à une année commune de 52 semaines à 364 jours. Ceci lors des années bissextiles de 53 semaines à 371 jours, un « mois » d'une semaine appelé Pax serait inséré après Colombus.
Pour obtenir la même année moyenne que le calendrier grégorien, cette semaine bissextile est ajoutée 71 fois dans un cycle de 400 années. Les années avec une semaine bissextile sont des années dont les deux derniers chiffres sont un nombre divisible par six (y compris 00) ou 99 : cependant, si un numéro d'année se terminant par 00 est divisible par 400, alors la semaine bissextile Pax est annulée.
Duncan Steel mentionne la proposition du calendrier Pax :
« As a matter of fact, this leap-week idea is not a new one. and such calendars have been suggested from time to time. ... In 1930, there was another leap-week calendar proposal put forward, this time by a Jesuit, James A. Colligan, but once more the Easter question scuppered it within the Catholic Church. »

## Jour de l'An
Contrairement au calendrier fixe, le calendrier Pax a un jour de Nouvel an qui diffère du jour de l'an grégorien. C’est une conséquence nécessaire du fait qu’il intercale une semaine plutôt qu’un jour.
Les tableaux suivants comparent les dates grégoriennes (colonne de gauche) du jour de l'An dans le calendrier Pax pour différentes années. Les dates de décembre se situent dans l'année grégorienne précédente. Les dates en gras sont les dimanches. Les années du calendrier Pax s'étendent séquentiellement dans chaque colonne (de la deuxième à gauche à la deuxième à droite), et une nouvelle colonne est commencée lorsque l'année doit remonter plus haut dans la colonne. Les endroits marqués « saut » signifient qu'il n'y avait pas d'année Pax dans la séquence qui correspondait à cette date grégorienne.
```
 4 jan.        1931  
 3 jan.        1932  1937  1943
 2 jan.        saut  1938  1944 1949 1955 
 
1 jan.  1928  1933  1939  saut 1950 1956 1961 1967

31 déc.  saut  1934  1940  1945 1951 saut 1962 1968 1973 1979
30 déc.  1929  1935  saut  1946 1952 1957 1963 saut 1974 1980 1985
29 déc.  1930  1936  1941  1947 saut 1958 1964 1969 1975 saut 1986
28 déc.        saut  1942  1948 1953 1959 saut 1970 1976 1981 1987
27 déc.                    saut 1954 1960 1965 1971 saut 1982 1988
26 déc.                              saut 1966 1972 1977 1983 saut

25 déc.                                        saut 1978 1984 1989

24 déc.                                                  saut 1990
```

```
 2 jan.           2000
 
1 jan.           saut

31 déc.           2001 2007
30 déc. 1991      2002 2008 2013 2019
29 déc. 1992 1997 2003 saut 2014 2020 2025 2031
28 déc. saut 1998 2004 2009 2015 saut 2026 2032 2037 2043
27 déc. 1993 1999 saut 2010 2016 2021 2027 saut 2038 2044 2049 
26 déc. 1994      2005 2011 saut 2022 2028 2033 2039 saut 2050 

25 déc. 1995      2006 2012 2017 2023 saut 2034 2040 2045 2051
 
24 déc. 1996           saut 2018 2024 2029 2035 saut 2046 2052 
23 déc. saut                     saut 2030 2036 2041 2047 saut 
22 déc.                                    saut 2042 2048 2053 
21 déc.                                              saut 2054
```

Le tableau suivant montre ce qui se passe autour d'un tournant de siècle typique (ici du XXIe siècle au XXIVe siècle) ; ainsi que la gamme complète de 19 jours (du 18 décembre au 6 janvier) pendant lesquels le jour de l'An du calendrier Pax varie par rapport au calendrier grégorien.
```
 6 jan.                                           2301 2307
 5 jan.                                           2302 2308
 4 jan.                                           2303 saut
 3 jan.                                           2304 2309
 2 jan.                 2101 2107                 saut 2310
 
1 jan.                 2102 2108                 2305 2311

31 déc.                 2103 saut            2300 2306 2312
30 déc.                 2104 2109                      saut
29 déc.                 saut 2110
28 déc.                 2105 2111   2291
27 déc.           2100  2106 2112   2292 2297
26 déc.                      saut   saut 2298

25 déc.                             2293 2299

24 déc. 2091 saut                   2294
23 déc. 2092 2097                   2295
22 déc. saut 2098                   2296
21 déc. 2093 2099                   saut
20 déc. 2094                        
19 déc. 2095

18 déc. 2096 
```

## Propositions alternatives de Colligan
Colligan a publié plusieurs méthodes alternatives d'organisation des mois, y compris trois propositions de 12 mois en plus de celle de 13 mois, et dans un travail de suivi axé sur deux calendriers possibles de 12 mois, dans lesquels la semaine bissextile Pax se situerait entre septembre et octobre. Il a également proposé deux alternatives au plan de la semaine bissextile, soit en étendant un ou deux lundis par an à 48 heures, soit en faisant de Pax un mois de 28 ou 21 jours à ajouter 18 fois en 400 ans.